# Mario Kart World
Mario Kart World es un videojuego de carreras de karts desarrollado y publicado por Nintendo para la Nintendo Switch 2. Al igual que en anteriores juegos Mario Kart, los jugadores controlan a los personajes de Mario mientras compiten contra oponentes. World introduce un diseño y un modo de mundo abierto, técnicas todoterreno, un modo de eliminación y trajes desbloqueables para los personajes jugables. Las carreras admiten hasta 24 jugadores, el doble que en anteriores juegos de Mario Kart.
Mario Kart World comenzó a desarrollarse en 2017 para Nintendo Switch, poco antes del lanzamiento de Mario Kart 8 Deluxe, y pasó a Switch 2 en 2020 debido a las limitaciones de hardware. Se eligió el título Mario Kart World en lugar de Mario Kart 9 para significar un «nuevo enfoque». La banda sonora, compuesta por un equipo dirigido por Atsuko Asahi, cuenta con más de 200 pistas, incluyendo reordenaciones de temas de toda la franquicia Mario.
Nintendo anunció Mario Kart World en abril de 2025. Salió a la venta el 5 de junio de 2025 como juego de lanzamiento para Switch 2. Recibió críticas positivas en general, con elogios por su jugabilidad y el perfeccionamiento de la fórmula de la serie, pero críticas por sus elementos de mundo abierto.

## Sistema de juego
Mario Kart World es un videojuego de carreras de karts. Como en anteriores juegos de Mario Kart, los jugadores corren como personajes de la serie Mario en karts prefabricados. Cuenta con más de 40 personajes jugables, muchos de los cuales también tienen trajes alternativos desbloqueables a los que se accede comiendo aperitivos durante las carreras. Admite hasta 24 jugadores, más que en anteriores entregas de la serie, e incluye características como un diseño de mundo más abierto, un modo de juego libre, segmentos todoterreno, carreras de lanchas, molienda de raíles y saltos de pared.
A diferencia de títulos anteriores de Mario Kart, el modo Grand Prix no consiste simplemente en cuatro carreras separadas, sino que los corredores deben conducir hasta cada circuito, aunque se cree que habrá una opción para desactivar estos intermedios. Mario Kart World incluye algunos circuitos de la serie que han sido rediseñados para adaptarlos al diseño de mundo abierto del juego e incluir un cambio del día a la noche. Además, se introducirá en el juego un modo llamado «Supervivencia»; los 24 corredores competirán en una carrera mucho más larga que abarcará todo el mundo del juego, con cuatro eliminaciones en cada uno de los seis puntos de control intermitentes.
El modo Batalla regresa de títulos anteriores; los jugadores compiten entre sí para reventar los globos de los demás en Batalla de globos o recogiendo el mayor número de monedas en Corredores de monedas. Otro nuevo modo llamado «Free Roam» se introduce en World; se permite a los jugadores conducir a cualquier lugar, incluidos los que están fuera de la carretera o fuera de las pistas de carreras. Este modo incluye numerosas misiones, como la búsqueda de objetos coleccionables. Además, los jugadores pueden hacer fotos del piloto que hayan elegido. Rebekah Valentine, que escribe para IGN, señala el parecido del modo con Forza Horizon (2012).

## Desarrollo
Nintendo comenzó a crear prototipos de Mario Kart World para Nintendo Switch en marzo de 2017, justo antes del lanzamiento de Mario Kart 8 Deluxe. A finales de ese año, Nintendo Entertainment Planning & Development comenzó oficialmente el desarrollo del juego. Kosuke Yabuki, productor de la serie, quería que la nueva entrega innovara en la fórmula de juego de la serie con un mundo abierto, ya que consideraba que la fórmula de juego tradicional se había perfeccionado con Mario Kart 8 Deluxe. El juego se tituló Mario Kart World en lugar de Mario Kart 9 desde las primeras fases de desarrollo, ya que los desarrolladores pretendían que fuera un enfoque completamente nuevo. La mayoría de los nuevos personajes jugables también aparecen como obstáculos en los circuitos del juego. Según el director artístico Masaaki Ishikawa, uno de los diseñadores hizo un boceto de una vaca del circuito Moo Moo Meadows conduciendo un camión, lo que llevó a que muchos de los demás obstáculos del circuito se convirtieran en conductores NPC.
En 2020, el juego se rediseñó para Nintendo Switch 2 después de que surgieran dificultades al intentar optimizar un juego de carreras de mundo abierto con 24 jugadores en el hardware original de Switch. Habría sido necesario hacer concesiones a la visión del juego, mientras que las especificaciones de hardware de la Switch 2 empezaban a tomar forma y permitieron a los desarrolladores ampliar sus ideas para el juego. El contenido descargable «Booster Course Pass» para Mario Kart 8 Deluxe también se concibió por esas fechas, como un lanzamiento provisional que permitiera prolongar el desarrollo de World.

## Música
La banda sonora fue compuesta por el equipo musical de Nintendo, dirigido por Atsuko Asahi, quien también trabajó en la música en Mario Kart 8 (2014). A ella se unieron Maasa Miyoshi, Takuhiro Honda y Yutaro Takakuwa. Por primera vez en la serie, Nintendo colaboró con compositores externos para organizar partes de la partitura, incluidos miembros de la banda de jazz fusión Dezolve. Además, Satoshi Bandoh y Masato Honda de T-Square contribuyeron con tambores y sobregrabaciones de instrumentos de viento, respectivamente.
Mario Kart World introdujo transiciones musicales dinámicas adaptadas a la progresión del jugador a través de varios modos de juego. Según Asahi, los temas del curso se diseñaron con introducciones y outros dedicados para crear transiciones suaves entre las pistas en el modo Knockout Tour, donde los jugadores corren continuamente a través de múltiples entornos. La música se estructuró para generar anticipación a medida que los jugadores se acercaban a cada campo, haciendo una transición sin problemas y creando una experiencia de mezcla. Para los modos abiertos como Free Roam, el equipo implementó un sistema conocido internamente como "jukebox", que selecciona y reproduce automáticamente desde una gran biblioteca de pistas reorganizadas. Se crearon más de 200 arreglos originales para este sistema, muchos de los cuales son nuevas interpretaciones de temas de juegos anteriores de Mario.

## Lanzamiento
El 16 de enero de 2025, Nintendo anunció la Nintendo Switch 2 junto con un primer vistazo a Mario Kart World. El juego destacó por su estilo artístico único, con influencias tanto de Super Mario Bros. Wonder de 2023 como de Super Mario Bros.: la película. En una presentación Nintendo Direct el 2 de abril, Nintendo anunció el título Mario Kart World y reveló el primer tráiler. Salió a la venta el 5 de junio de 2025 junto con la consola. Nintendo vendió el juego por 79,99 dólares, 20 dólares más que el precio estándar de los juegos de Switch 1 y más que la mayoría de las ediciones estándar de un juego AAA, lo que dio lugar a una polémica.. El 17 de abril de 2025 se celebró un Nintendo Direct de Mario Kart World.

## Recepción
Mario Kart World recibió críticas «generalmente favorables», con una puntuación media de 87 sobre 100, según el sitio web Metacritic, basado en 86 opiniones. El 97% de los críticos recomiendan el juego, con una media de 87/100, según OpenCritic. En Japón, cuatro críticos de Famitsu otorgaron al juego una puntuación total de 36 sobre 40, con cada crítico otorgándole una puntuación de 9 sobre 10.
Logan Plant de IGN elogió Mario Kart World por su jugabilidad y controles perfeccionados, su banda sonora «festiva», sus nuevas mecánicas y el modo Knockout Tour. Criticó sus «limitaciones para el multijugador online», varias «decisiones de diseño en torno a la interfaz y los desbloqueables», y el modo libre por su ejecución «desigual». Expresó su optimismo ante futuras actualizaciones. Destructoid escribió que era un «sello de excelencia» y que «puede ser el mejor juego de la franquicia Mario Kart», alabando el modo Knockout Tour, la exploración del mundo abierto y el contenido desbloqueable. PCMag lo describió como «un salto generacional para la serie». GameSpot alabó las nuevas características y elementos de juego, y afirmó que la versión de Rainbow Road era «una maravilla de todos los tiempos». Keza MacDonald de The Guardian elogió la «amplia y ridícula» selección de corredores.
Algunas críticas se dirigieron a la falta de multijugador cooperativo local para el recién introducido «modo libre», una característica de la que ya se había informado anteriormente. También hubo una acogida desigual hacia el énfasis en las rutas entre circuitos tanto en el Gran Premio como en el juego online, en lugar del tradicional juego de tres vueltas a un circuito. La actualización de la versión 1.1.2 lanzada el 25 de junio —que hacía que la opción «aleatoria» en el juego online ya no garantizara un circuito de 3 vueltas— también fue muy criticada. Yussef Cole, en un artículo para The New York Times, afirmó que el juego es «elegante, pero en gran parte carente de significado» y que su modo libre no puede competir con otros juegos de carreras de mundo abierto como Forza Horizon (2012) o Burnout Paradise (2008).

### Ventas
Según Famitsu, Mario Kart World vendió 782.566 copias físicas en Japón en cuatro días. Según Mat Piscatella, analista de Circana, se vendió cerca del 79 % de las 1,1 millones de ventas de Switch 2 en Estados Unidos, es decir, aproximadamente 869.000 copias físicas. También vendió unos 95 000 ejemplares en España. Mario Kart World se convirtió en el juego más vendido de la Nintendo eShop. A fecha de 30 de junio de 2025, Mario Kart World había vendido más de 5,63 millones de copias en todo el mundo.